# Davisonia major
Davisonia major är en insektsart som beskrevs av Jean Dorst 1931. Davisonia major ingår i släktet Davisonia och familjen dvärgstritar. Inga underarter finns listade i Catalogue of Life.